# Dove Across the Water
| Recensione | Giudizio |
| ---------- | -------- |
| AllMusic   | [ 1 ]    |

Dove Across the Water è il quarto album discografico degli Ossian, pubblicato dall'etichetta discografica Iona Records nel 1982.

## Tracce
Brani tradizionali, eccetto dove indicato.
Lato A
1. Duncan Johnstone, The Duck*, The Curlew** – 4:39 (D. Macleod*, D. MacPherson**)
2. Braw Sailin' on the Sea – 5:02 (Tradizionale, Cuffe)
3. Drunk at Night in the Morning – 2:54
4. Will Ye Got to Flanders? – 6:04 (Tradizionale, Ross)

Lato B
1. Tae the Baggin' – 4:43
2. Mile Marbhaisg – 2:54
3. Dove Across the Water – 11:56

## Musicisti
- Billy Jackson - arpa, uileann pipes, whistle, contrabbasso, voce
- George Jackson - chitarra, fiddle, whistle, voce
- John Martin - fiddle, violoncello, voce
- Tony Cuffe - voce, chitarra, chitarra tenore, tiplé
- Iain MacDonald - pipes, voce, flauto, whistle, jew's harp

Note aggiuntive
- Ossian - produttori, arrangiamenti
- Registrato al Castle Sound Studios di Pencaitland, East Lothian, Scozia, nell'aprile del 1982
- Calum Malcolm - ingegnere delle registrazioni
- Hope & Browne, Edinburgh - design
- Colin Browne - illustrazioni
- Ringraziamenti speciali a: Flora MacNeil, Billy Ross e Pilgrim Harps[2]